# Ceará Sporting Club (futebol feminino)
Ceará Sporting Club é um clube poliesportivo brasileiro. Sua sede situa-se em Fortaleza, na Região Nordeste do Brasil. Em 2018 o clube montou um time feminino em parceria com a Associação Menina Olímpica. O projeto atende todas as exigências da FIFA, Conmebol e CBF.
Em 5 de março de 2024, o projeto não foi mais continuado por questões orçamentárias e de planejamento.
Porém, em novembro do mesmo ano, o feminino profissional ressurge com atletas das categorias de base para a disputa do Campeonato Cearense e, ainda assim, conseguiu a façanha de ser campeã cearense em cima do seu maior rival Fortaleza, clube este com a melhor campanha do campeonato (com 59 gols de saldo, e nenhum gol sofrido ao longo do campeonato). Para este torneio, a equipe alvinegra foi formada somente por atletas oriundas das categorias de base.

## Histórico
É amplamente reconhecido que o Ceará Sporting Club alcançou notoriedade através de sua equipe masculina, a qual é ativa e competitiva nas principais divisões do futebol brasileiro. No entanto, uma tendência que tem emergido nos últimos anos dentro do cenário esportivo é a iniciativa de diversos clubes, incluindo o Ceará, de estabelecer equipes de futebol feminino, visando competir de forma destacada em campeonatos tanto de âmbito nacional quanto regional . Esta evolução reflete o crescente interesse e investimento na promoção do futebol feminino e no empoderamento das mulheres no esporte, proporcionando oportunidades para que as atletas brilhem nos gramados.
Em 2022, Ceará sobe oito posições no Ranking Nacional de Clubes de Futebol Feminino, ficando em 29° posição.

## Desempenho em Competições Estaduais
- Cearense de 2009: Vice-campeão
- Cearense de 2018: Campeão
- Cearense de 2019: Campeão
- Cearense de 2020: Vice-campeão
- Cearense de 2021: Campeão
- Cearense de 2022: Vice-Campeão
- Cearense de 2023: Campeão
- Cearense de 2024: Campeão

### Categorias de base
- Cearense sub-20 de 2019: Campeão

Nota:
 Campeão Invicto

### Artilharia
- 2018: Marta (15 gols)[7]
- 2019: Maria Vitória (10 gols)[8]

## Desempenho em Competições Nacionais
Campeonato Brasileiro Série A2
- 2019: quartas de final - 7° colocado
- 2020: quartas de final - 6° colocado
- 2021: quartas de final - 7° colocado
- 2022: Campeão

 Campeonato Brasileiro Série A1
- 2023: 16° colocado (rebaixado)

## Elenco atual
Última atualização: 25 de março de 2021.

## Artilheiras
- Artilheiras do Campeonato Cearense

1. Marta Naizia: 2018 (15 gols)
2. Maria Vitória: 2019 (10 gols)

- Artilheiras do Campeonato Cearense Sub-20

1. Daiane: 2019 (6 gols)

## Brasileirão feminino e luta pela classificação
Em 2023, o Ceará Sporting Club não teve uma boa classificação e campeonato durante a disputa pela série A1 do campeonato brasileiro. Assim, confirmou a segunda pior campanha da história do torneio, desde que assumiu o atual formato.
Na temporada de 2022, o Ceará obteve um feito notável ao conquistar a promoção para a divisão de elite do futebol feminino brasileiro. Nesse mesmo ano, o Vovô alcançou um marco histórico, ao sagrar-se campeão da Série A2 do Brasileirão Feminino, estabelecendo uma jornada memorável que reverberou tanto no legado do clube quanto no cenário do futebol feminino no estado do Ceará . Na partida decisiva, o Ceará demonstrou sua resiliência ao triunfar sobre o Athletico-PR nos tiros livres diretos, eternizando esse triunfo nos anais da história do clube e contribuindo para o reconhecimento do potencial do futebol feminino na região .